# Latający Potwór Spaghetti

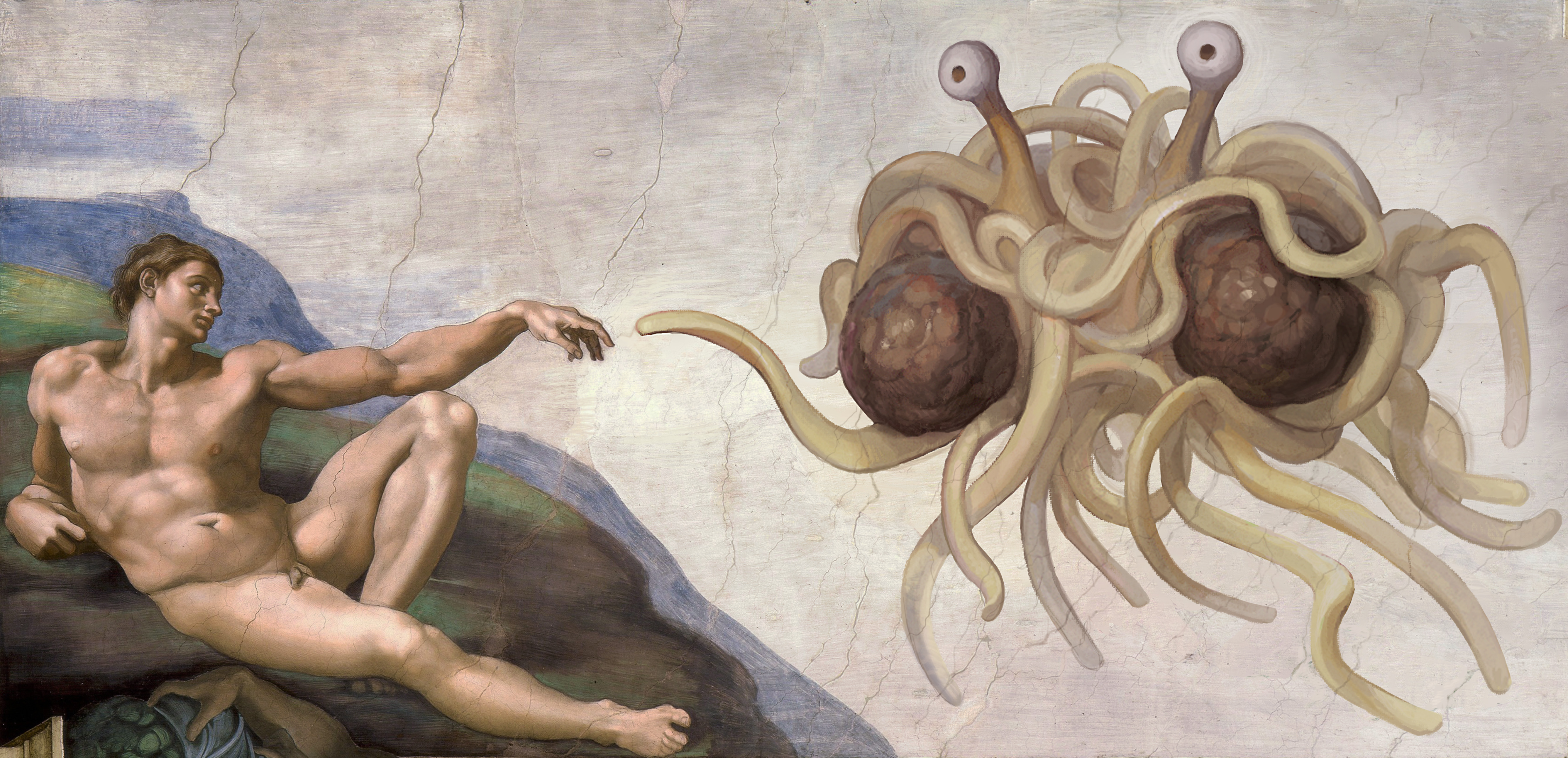
Dotknięty przez Jego Makaronowatość, przeróbka parodystyczna Stworzenia Adama Michała Anioła wykorzystywana przez wyznawców Latającego Potwora Spaghetti

Latający Potwór Spaghetti (LPS) (ang. Flying Spaghetti Monster, FSM) – bóstwo opisane po raz pierwszy w 2005 przez fizyka Bobby’ego Hendersona, w którego istnienie deklarują wiarę wyznawcy pastafarianizmu (pastafarianie), skupieni w Kościele Latającego Potwora Spaghetti (KLPS) (ang. Church of the Flying Spaghetti Monster).
Pastafarianizm jest zaliczany przez religioznawców i środowiska naukowe do parodii religii. KLPS oficjalnie twierdzi, że pastafarianizm nie jest parodią religii, w związku z czym brak uznania przez część państw pełnoprawnego związku wyznaniowego pastafarian uważa za niezasadny.

## Historia

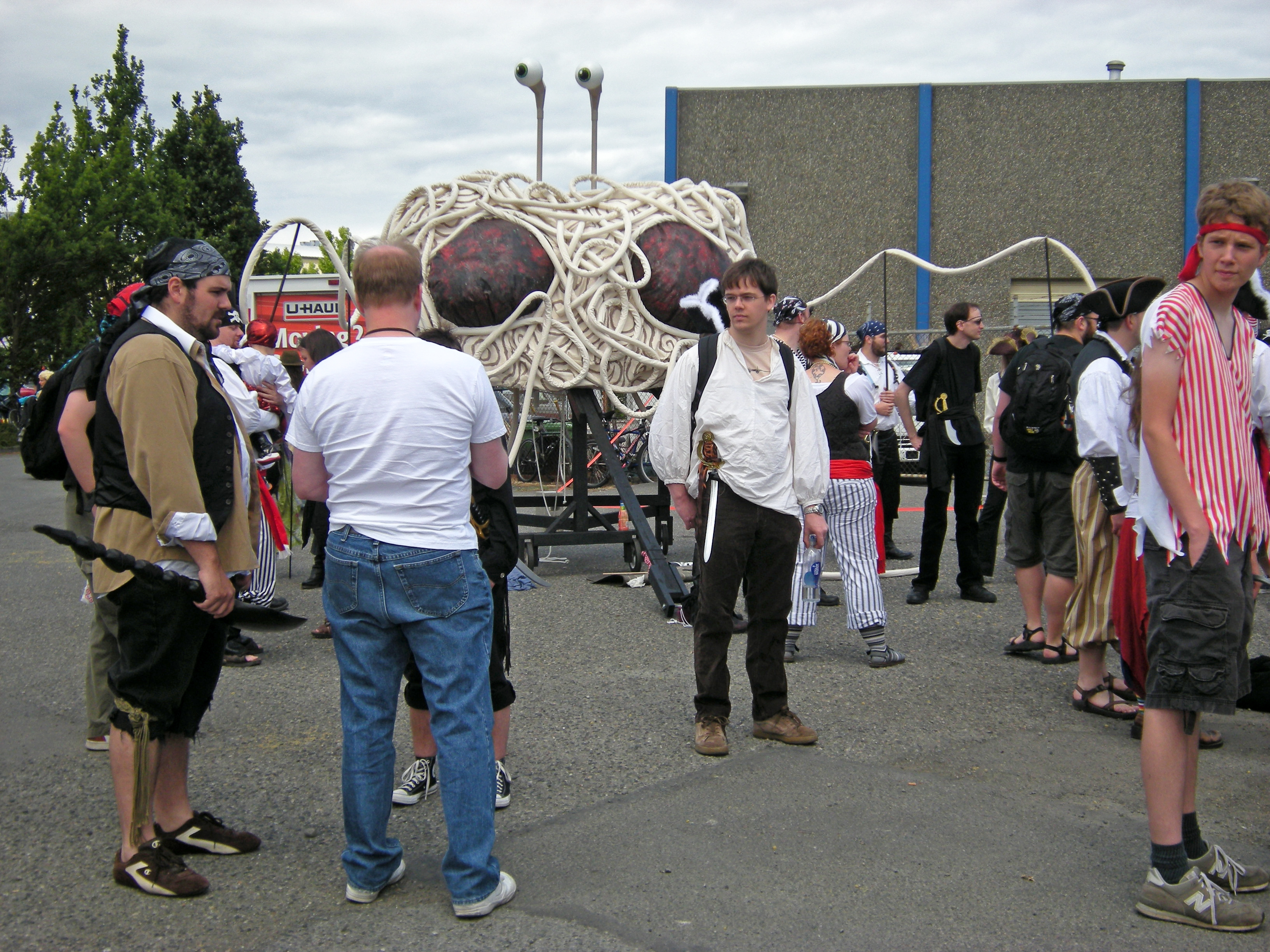
Grupa wyznawców LPS przygotowuje się do Summer Solstice Parade we Fremont, Seattle

Początki pastafarianizmu wiążą się z wysłaniem w czerwcu 2005 przez fizyka Bobby Hendersona listu otwartego do Board of Education (Zarządu Edukacji) w stanie Kansas w odpowiedzi na debatę, czy należy traktować koncepcję inteligentnego projektu tak samo jak teorie ewolucji i przeznaczyć równy czas w ich nauczaniu na lekcjach biologii. Na swojej stronie venganza.org, której nazwa pochodzi od hiszpańskiego słowa „zemsta”, formalnie zażądał równego czasu na nauczanie o Latającym Potworze Spaghetti jako stwórcy Wszechświata – takiego samego, jak dla pozostałych wersji inteligentnego projektu oraz teorii ewolucji. Ostrzegł, że jeśli jego żądanie nie zostanie spełnione, będzie zmuszony postąpić zgodnie z procedurami prawnymi. Zwróciło to uwagę debatujących na problem, że jeśli nauczanie jakiejkolwiek religii ma stać się obowiązkowe w szkołach, to wybór jednej z nich może wywołać sprzeciw wszystkich pozostałych.
Strona venganza.org zyskała większe zainteresowanie, gdy portal Boing Boing wspomniał o niej w czerwcu 2005. Portal ogłosił, że zapłaci 250 000 dolarów każdemu, kto udowodni, że Jezus nie był synem Latającego Potwora Spaghetti. Ruch na stronie wzrósł także w sierpniu 2005, gdy informacje o LPS zaczęły pojawiać się na blogach internetowych. Według polskich religioznawców, m.in. dr. Pawła Bonieckiego, deklarowanie wiary w Latającego Potwora Spaghetti zyskało popularność wśród ateistów i agnostyków.
Ponieważ pastafarianizm uznaje piratów za osoby święte, prorok Bobby planuje budowę statku pirackiego za fundusze uzyskane ze sprzedaży swej książki traktującej o Latającym Potworze Spaghetti oraz zagadnieniach związanych z religią.

## Pastafarianizm a prawo

### Austria

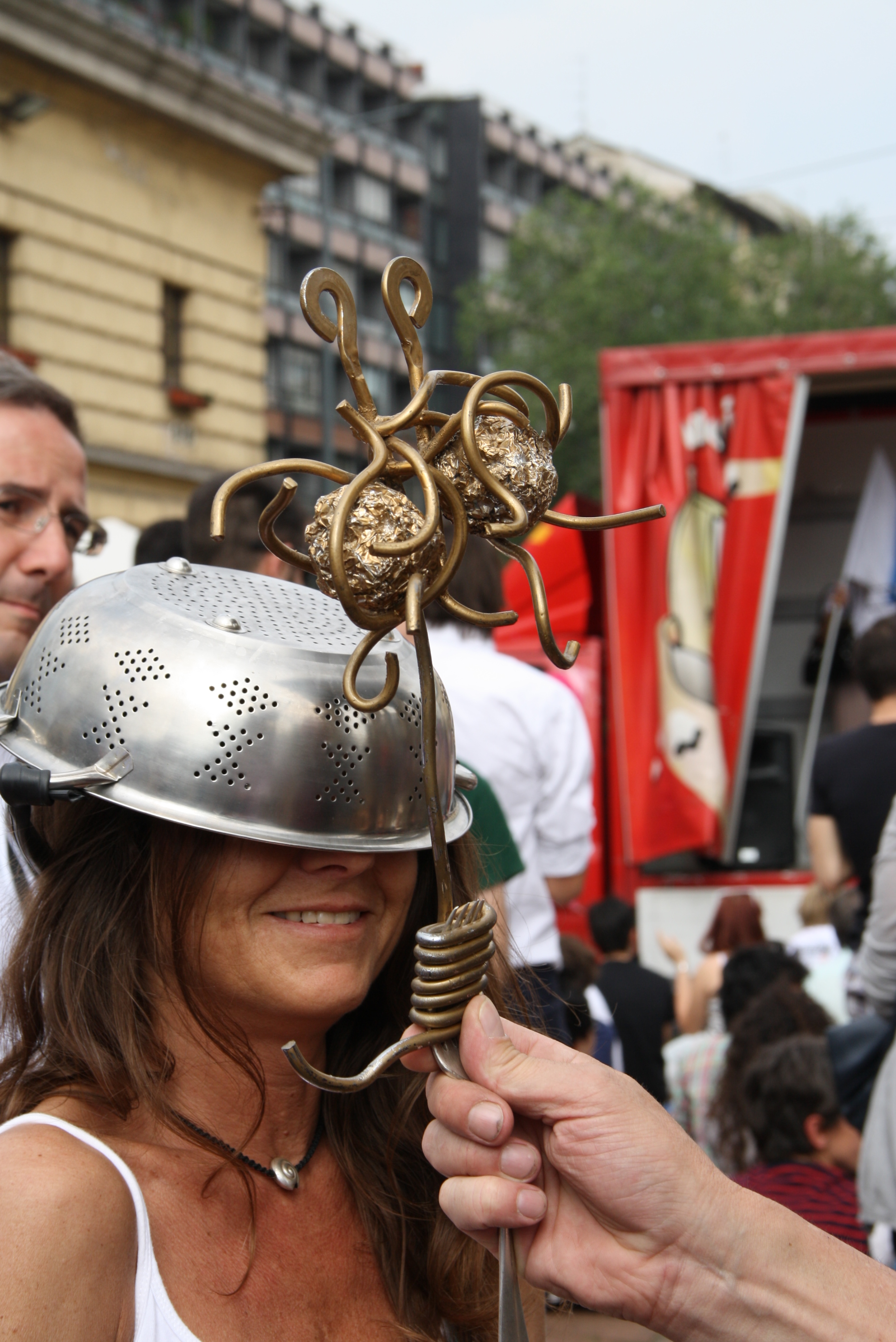
Wyznawczyni Latającego Potwora Spaghetti, Mediolan 2012

W 2011 głośny był przypadek pastafarianina z Wiednia, Niko Alma, który uznał za niesprawiedliwy przepis austriackiego prawa zakazujący pozowania do oficjalnych fotografii w nakryciu głowy. Przepis ów wyłączał przypadki, w których nakrycie głowy jest związane z wyznawaną religią. Niko Alm, wyrabiając nowe prawo jazdy, dołączył do urzędowego wniosku własne fotografie, do których pozował z durszlakiem na głowie. Austriak tłumaczył, że służące do odcedzania makaronu naczynie jest religijnym nakryciem głowy pastafarian. Urzędnicy odrzucili wniosek, jednak po trwającym trzy lata procesie sąd przyznał Almowi rację. Od tamtej pory pastafarianin legitymuje się prawem jazdy, na którym widnieje jego fotografia z durszlakiem na głowie.

### Czechy
W 2013 czeski pastafarianin, Lukáš Nový, otrzymał zgodę na wyrobienie tymczasowego (ważnego 30 dni) dowodu osobistego ze zdjęciem, na którym nosi durszlak na głowie. Nový argumentował, że jego religia wymaga, by nosił takie okrycie głowy przez cały czas, włącznie z momentem robienia fotografii do dokumentu. Jednocześnie czeskie Ministerstwo Spraw Wewnętrznych zapowiedziało, że wydanie dowodu osobistego z takim zdjęciem nie będzie możliwe, gdyż Kościół Latającego Potwora Spaghetti nie jest w Czechach zarejestrowany.

### Holandia
Od 2016 roku, w Holandii Kościół Latającego Potwora Spaghetti jest oficjalną religią.

### Nowa Zelandia
W Nowej Zelandii pastafarianizm uznano za pełnoprawną religię. Od 2015 r. pary pastafarian tej samej i różnej płci mogą uzyskać licencję ślubną w Nowej Zelandii.

### Stany Zjednoczone
W roku 2014 polityk Christopher Schaeffer złożył w Pomfret (w stanie Nowy Jork) przysięgę służbową z durszlakiem na głowie.

### Polska
W lipcu 2012 polscy pastafarianie złożyli formalny wniosek o wpis swojego kościoła do rejestru kościołów i innych związków wyznaniowych, prowadzonego przez ministra administracji i cyfryzacji, który rozpatrując sprawę, powołał biegłych religioznawców. W sporządzonej przez prof. dr. hab. Kazimierza Banka oraz dr. Piotra Czarneckiego z Instytutu Religioznawstwa Uniwersytetu Jagiellońskiego ekspertyzie biegli zastrzegli, że nie można dać jednoznacznej odpowiedzi na pytanie, czy ruch można zaliczyć do systemu wierzeń, jakim jest religia, ponieważ w religioznawstwie istnieje wiele jej definicji. W opinii niektórych polskich religioznawców Kościół Latającego Potwora Spaghetti może być uznany za wspólnotę religijną w zakresie indywidualnym i prywatnym, natomiast nie może zostać uznany za wspólnotę religijną w zakresie urzędowym. Ekspertyza nie jest wiążąca dla Ministerstwa.
W marcu 2013 minister administracji i cyfryzacji Michał Boni odmówił wpisu do rejestru kościołów i innych związków wyznaniowych Kościoła Latającego Potwora Spaghetti. W uzasadnieniu decyzji minister stwierdził, że Kościół Latającego Potwora Spaghetti nie został stworzony w celu wyznawania i szerzenia wiary religijnej i tym samym nie spełnia wymogów ustawy. Uznał ten kościół za parodię religii. Przedstawiciele KLPS zapowiedzieli odwołanie od decyzji, a także skargi do Sądu Administracyjnego w Warszawie, Naczelnego Sądu Administracyjnego i Trybunału Praw Człowieka. 8 kwietnia 2014 Wojewódzki Sąd Administracyjny w Warszawie wyrokiem uchylił decyzje Ministra Administracji i Cyfryzacji Michała Boniego z 2013 roku. Następca Boniego na stanowisku ministra administracji i cyfryzacji, Rafał Trzaskowski zapowiedział możliwość zmiany decyzji ministerstwa na korzystną dla pastafarian. W październiku 2014 roku sekretarz stanu Stanisław Huskowski wydał w imieniu Ministra Administracji i Cyfryzacji decyzję o ponownej odmowie rejestracji Kościoła Latającego Potwora Spaghetti.

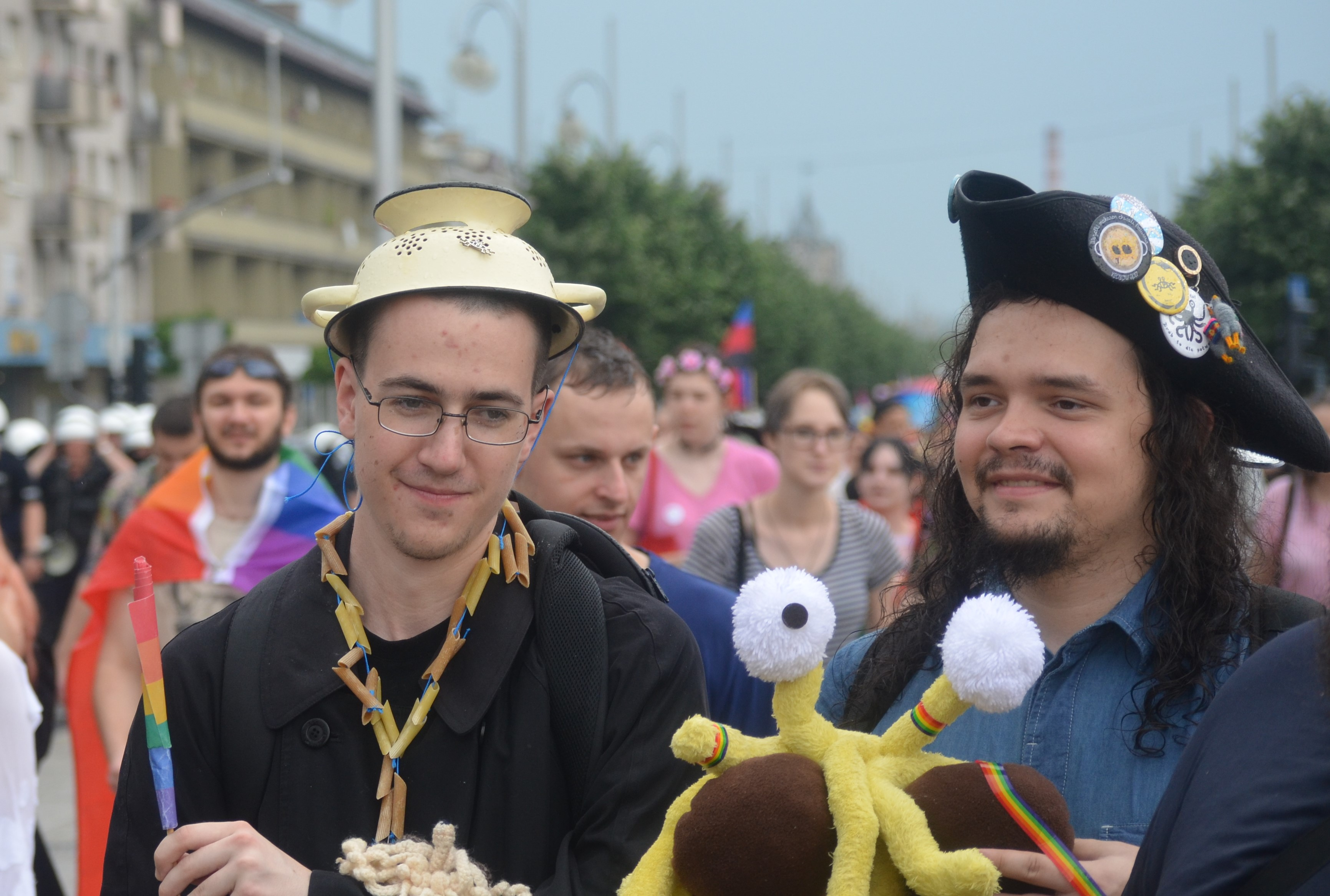
Pastafarianie wśród uczestników II Marszu Równości w Częstochowie (2019)

Od decyzji MAiC Kościół się odwołał i następna rozprawa w sprawie rejestracji odbyła się w dniu 28 kwietnia 2015, kiedy to Sąd Administracyjny w Warszawie orzekł na korzyść Kościoła, gdyż decyzje odmowne zostały dwukrotnie wydane przez tego samego urzędnika. Skarga na decyzję Ministra Administracji i Cyfryzacji, oprócz argumentów dotyczących prawa administracyjnego, zawierała również powołanie się na art. 9 EKPC. 18 maja 2016 Wojewódzki Sąd Administracyjny w Warszawie oddalił skargę. KLPS zapowiedział złożenie skargi przed Naczelnym Sądem Administracyjnym. 13 lipca 2016 została złożona skarga kasacyjna do Naczelnego Sądu Administracyjnego. 27 lipca 2018 NSA oddalił skargę kasacyjną na decyzję ministra o umorzeniu postępowania o wpis do rejestru kościołów i związków wyznaniowych. Pastafarianie zapowiedzieli zaskarżenie orzeczenia NSA do Trybunału Praw Człowieka w Strasburgu.
Według danych spisu powszechnego z 2021 roku w Polsce pastafarianizm zadeklarowało 2312 osób. Prawie 21% biorących udział w spisie odmówiła odpowiedzi dotyczącej przynależności religijnej.

## Wierzenia

Korelacja pomiędzy malejącą liczbą piratów a ociepleniem klimatu

Wiele spośród ogłoszonych przez pastafarian dogmatów jest porównywalnych do teorii inteligentnego projektu lub innych religii monoteistycznych. Religia LPS głosi że:
- Latający Potwór Spaghetti jest miłym i dowcipnym bogiem, lubującym się w piratach i piwie. Nieustannie sprawdza naszą czujność poprzez podrzucanie nam fałszywych tropów. I jeśli kiedykolwiek zostanie udowodnione jego nieistnienie – obiecuje zniknąć.
- Latający Potwór Spaghetti stworzył świat, zaczynając od gór, drzew i karła. Wszystkie dowody na rzecz ewolucji zostały specjalnie przez niego podłożone.
- Ludzie wyewoluowali z piratów. Ludzie dzielą około 95% DNA z małpami, ale ponad 99,9% DNA z piratami[39].
- Globalne ocieplenie, huragany, trzęsienia ziemi i inne katastrofy naturalne są bezpośrednią konsekwencją spadku liczby piratów, począwszy od początków XIX wieku. Można to zobaczyć na wykresie obrazującym odwrotnie proporcjonalną korelację między liczbą piratów a temperaturą[40].
- Potwór kontynuuje kierowanie sprawami ludzkimi poprzez swą makaronową mackę. Akt konwersji, który wymaga po prostu pomyślenia czule o LPS, nazywany jest Dotknięciem Makaronowej Macki.
- Pastafarianizm ma wiele nauk nieznanych w tradycyjnych religiach – takich jak wulkan piwny i striptiz w niebie czy święto religijne w każdy piątek. Ludziom szczególnie złym obiecuje się „Piekło light”, makaron jest ze stołówki i trzeba wykonywać wszystkie prace domowe za ludzi z nieba[41]. Obiecuje jednakowoż program resocjalizacji i odkupienia win.
- Modlitwę kończy się słowem ramen.
- Jako jedyny akceptuje w świętej księdze fakt, iż ludzie miewają alergię i usprawiedliwia odmowę konsumpcji świętego dania.

Wyznawanie Latającego Potwora Spaghetti często jest łączone z teorią inteligentnego spadania, z Latającym Potworem Spaghetti jako bytem sprawczym (tzn. Macki LPS trzymają wszystko we właściwej pozycji bądź ruchu). Nazwa „pastafarianizm” pochodzi od połączenia słów rastafarianizm i pasta (z wł. makaron).

### Ewangelia Latającego Potwora Spaghetti
Pastafarianie wierzą, że Latający Potwór Spaghetti nie ustanowił żadnych przykazań, za których łamanie groziłaby kara. Ich zdaniem dał jednak osiem wskazówek, dotyczących rzeczy, których jego wyznawcy robić nie powinni.

### „Luźny Kanon”
We wrześniu 2005, zanim Henderson otrzymał grant na napisanie „Ewangelii Latającego Potwora Spaghetti”, pastafarianin znany pod pseudonimem Solipsy rozpoczął zbieranie tekstów od innych współwyznawców, co miało zaowocować stworzeniem tzw. Luźnego Kanonu (ang. Loose Canon), świętej księgi LPS. Księga została skompletowana w 2010 i dostępna jest do pobrania w internecie.

Jam jest Latający Potwór Spaghetti. Nie będziesz miał innych potworów przede Mną. (Potem OK; tylko zabezpiecz się.) Jedynym Potworem, który zasługuje na pisanie Jego imienia wielką literą, jestem Ja! Inne potwory są fałszywymi potworami i na to nie zasługują.